# Phylica lucida
Phylica lucida är en brakvedsväxtart som beskrevs av Neville Stuart Pillans. Phylica lucida ingår i släktet Phylica och familjen brakvedsväxter. Inga underarter finns listade i Catalogue of Life.